# Gachnang
Gachnang (gsw. Gochlinge) – miejscowość i gmina (Politische Gemeinde) w północno-wschodniej Szwajcarii, w kantonie Turgowia, w okręgu (Bezirk) Frauenfeld.

## Demografia
W Gachnangu mieszka 4 513 osób. W 2021 roku 14,9% populacji gminy stanowiły osoby urodzone poza Szwajcarią. 

## Transport
Przez teren gminy przebiegają autostrada A7 oraz drogi główne nr 1 i nr 14.